# Phyllomyias nigrocapillus
Phyllomyias nigrocapillus là một loài chim trong họ Tyrannidae.